# 37729 Akiratakao
37729 Akiratakao este un asteroid din centura principală de asteroizi.

## Descriere
37729 Akiratakao este un asteroid din centura principală de asteroizi. A fost descoperit pe 14 octombrie 1996 la Geisei de Tsutomu Seki. Asteroidul prezintă o orbită caracterizată de o semiaxă mare de 2,60 ua, o excentricitate de 0,19 și o înclinație de 12,7° în raport cu ecliptica.